# 金融计量经济学
金融计量经济学（Financial Econometrics）是金融学的一个分支，它是以经济理论为基础，运用数学工具研究经济现象及其变化规律的一门学科，与计量经济学不同的是，它偏向于金融方向。